# Baladiyet El-Mahallah El-Kubra Sports Club
Baladiyet El-Mahallah El-Kubra Sports Club é uma agremiação esportiva do Egito com sede em Al-Mahalla Al-Kubra. Disputa atualmente a Egyptian Premier League.